# Il re degli scapoli
Il re degli scapoli (Hot Water) è un film muto del 1924 diretto da Sam Taylor e Fred C. Newmeyer con Harold Lloyd.

## Trama
Harold (Harold Lloyd) e il suo migliore amico corrono all'impazzata lungo la strada per arrivare in tempo al matrimonio di quest'ultimo. Harold è risentito e non riesce a spiegarsi il perché di quella corsa a perdifiato dato che, ingenuamente, considera l'essere single come la situazione più desiderabile per un uomo ed, infatti, egli, non comprendendo perché un uomo debba correre al proprio matrimonio, chiede all'amico: "Sei nato scapolo, non sei stato bene da single?" e poi afferma che lui stesso non rinuncerebbe mai alla sua libertà "solo per un paio di occhi dolci". Subito dopo, però, si scontra con una ragazza davvero graziosa (Jobyna Ralston), dagli occhi dolcissimi, e ne è totalmente conquistato. Qualche tempo dopo Harold e la ragazza sono sposati ed ella gli detta, al telefono, una lunghissima lista di cose da acquistare. Il neo-marito si ritrova cosi sovraccarico di pacchi e pacchetti da portare a casa a cui si aggiunge anche un tacchino vivo vinto, lungo la strada e senza volerlo, ad una lotteria. Le cose si complicano ulteriormente quando il giovanotto deve viaggiare sul tram da cui, complice il tacchino ed anche un ragno, si fa buttare fuori dal controllore. Riesce, comunque, ad arrivare a casa grazie all'idea di usare la cravatta come guinzaglio per il tacchino che lo segue come un cagnolino, evitando, in tal modo, di portarlo sulle braccia stracariche di fagotti di tutte le dimensioni. Nel frattempo, a sua insaputa, è giunta a casa la madre (Josephine Crowell) di sua moglie nonché il fratello maggiore (Charles Stevenson) di lei e quello minore (Mickey McBan), un vero monello. La suocera di Harold è una maniaca dell'ordine nonché una fiera avversaria del vizio dell'alcol. Harold non è per nulla contento dell'arrivo degli ospiti, anche perché iniziano subito i primi guai ma proprio in quel mentre gli viene consegnata la nuova automobile, una "Butterfly Six", che finirà di pagare dopo "solo" altre 59 rate. Anche sua moglie è contenta dell'acquisto e il marito la invita a fare un giro da soli ma neppure il tempo di dirlo che i due cognati e la suocera si sono già accomodati sulla vettura, anch'essi desiderosi di provarla. Il giro sull'auto nuova ha un esito disastroso: sia la moglie che i parenti acquisiti distraggono continuamente dalla guida il povero Harold che, fra incidenti evitati per un pelo, corse ad alta velocità, inseguimenti da parte di un agente motociclista (Edgar Dearing), a sua volta inseguito dall'auto, due avvisi a presentarsi agli uffici della polizia per infrazioni stradali, un primo scontro con un camion e conseguente danneggiamento, non può evitare, alla fine, che l'auto venga definitivamente distrutta da un tram. Tornati mestamente a casa, il vicino di Harold gli spiega che se vuole una vita serena deve liberarsi della suocera e per infondergli il coraggio necessario ad affrontarla, gli fa bere un'intera fiaschetta di liquore. Il giovane sotto i fumi dell'alcol e, quindi, non più lucido, pensa di addormentare la suocera usando del cloroformio e, così, durante il pranzo, con uno stratagemma mette in atto il suo piano. La donna si addormenta così profondamente che Harold teme di averla uccisa e di essere diventato un assassino. Una serie di coincidenze gli fanno pure credere che il suo delitto sia stato scoperto e che la polizia lo stia cercando per arrestarlo. Al termine di un finale convulso, tra corse, ruzzoloni, zuffe, disastri vari ed il sonnambulismo della suocera che fa sì il giovane la scambi per un fantasma, i tre ospiti indesiderati lasciano, finalmente, la casa.